# ویورلی (کنتاکی)
ویورلی (به انگلیسی: Waverly) شهری در ایالت کنتاکی کشور ایالات متحده آمریکا است که جمعیت آن در سرشماری سال ۲۰۱۰ میلادی، ۳۰۸ نفر بوده‌است.